# St.-Katharinen-Kirche (Harber)

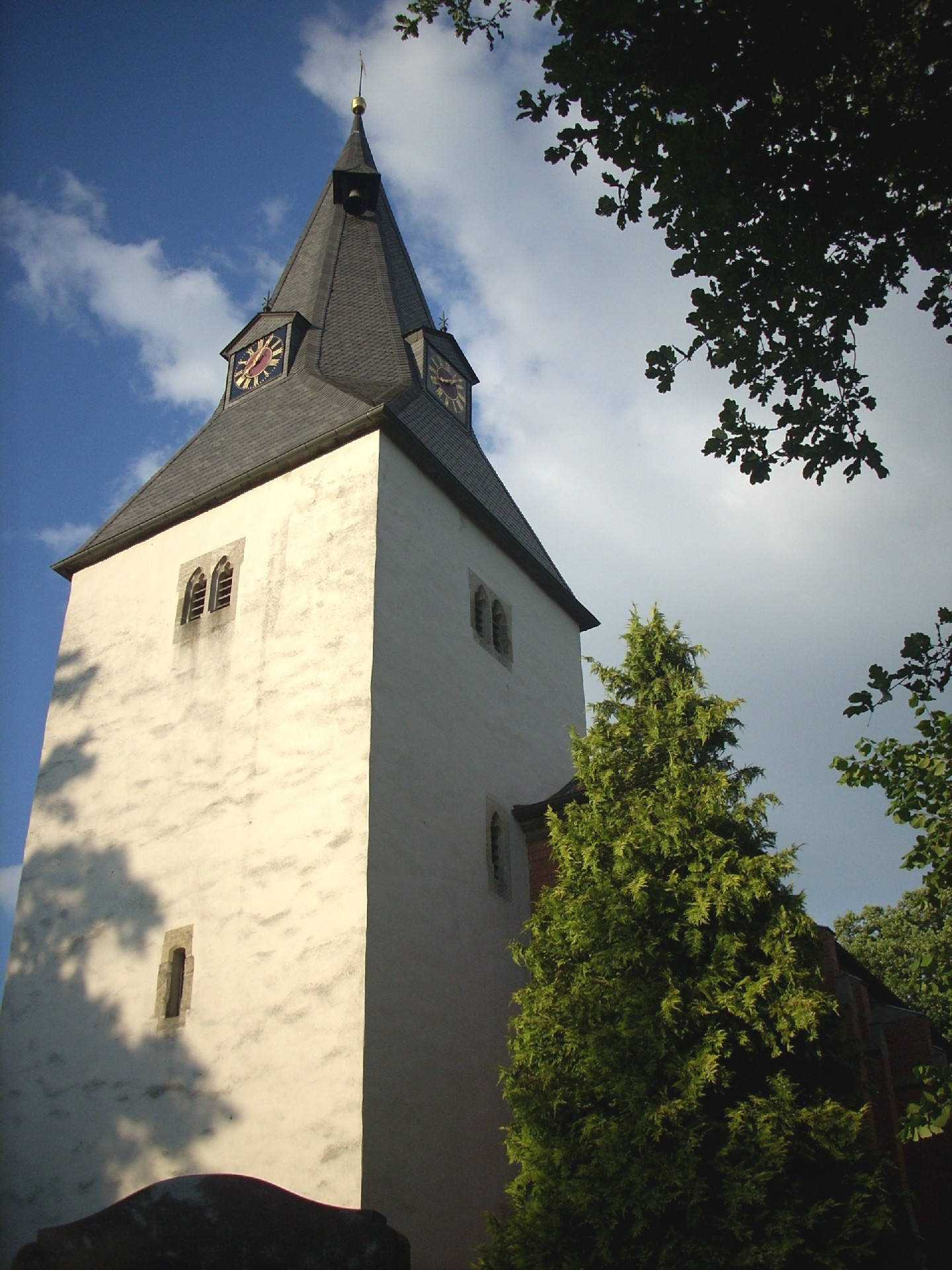
St.-Katharinen-Kirche

Die evangelisch-lutherische denkmalgeschützte St.-Katharinen-Kirche steht in Harber, einem Ortsteil der Gemeinde Hohenhameln im Landkreis Peine in Niedersachsen. Die Kirchengemeinde gehört zum Kirchenkreis Peine im Sprengel Hildesheim-Göttingen der Evangelisch-lutherischen Landeskirche Hannovers.

## Beschreibung
Die St.-Katharinen-Kirche hat einen mächtigen romanischen Turm, an den das Kirchenschiff im 19. Jahrhundert in neugotischen Formen angebaut wurde.  Der Kirchturm aus verputzten Bruchsteinen auf quadratischem Grundriss im Westen der heutigen Kirche ist um 1260 entstanden. Das neugotische Langhaus und der eingezogene Chor mit dreiseitigem Abschluss wurden 1875–1877 erbaut. 
Die Wände sind aus Backsteinen und werden von Strebepfeilern gestützt, am Polygon des Chors sind sie mit Kreuzblumen verziert. Das Langhaus hat hohe spitzbogige Fenster, der Chor hat zweibahnige Maßwerkfenster. In der Nordwest-Ecke zwischen Kirchturm und Langhaus befindet sich ein Treppenturm, der mit einem spitzen Pyramidendach bedeckt ist. Das Langhaus ist mit einem Satteldach bedeckt, das über dem Chorabschluss abgewalmt ist. Der Kirchturm hat spitzbogige Biforien als Klangarkaden und ist mit einem achteckigen schiefergedeckten Helm bedeckt. Im Glockenstuhl hängen zwei Kirchenglocken, die ältere wurde 1717 von Thomas Riedeweg gegossen, die jüngere 1767 von Johann Heinrich Christian Weidemann. Die Ziffernblätter der Turmuhr zeigen in alle Himmelsrichtungen, der Kragträger der Schlagglocke nach Südwesten. 
Der Innenraum ist mit einem sechsteiligen Kreuzrippengewölbe überspannt. 
Die Kirchenausstattung ist neugotisch. Zu ihr gehören ein gemauerter Altar mit einer Mensa aus Sandstein und ein Altarretabel aus Eichenholz. Die Kanzel ist ebenfalls aus Eichenholz. Die Orgel mit neun Registern, verteilt auf zwei Manuale und Pedal, wurde 1876/77 von Philipp Furtwängler & Söhne gebaut. Ihre Disposition wurde 1961/62 von Ernst Palandt geändert.